# James Andrews

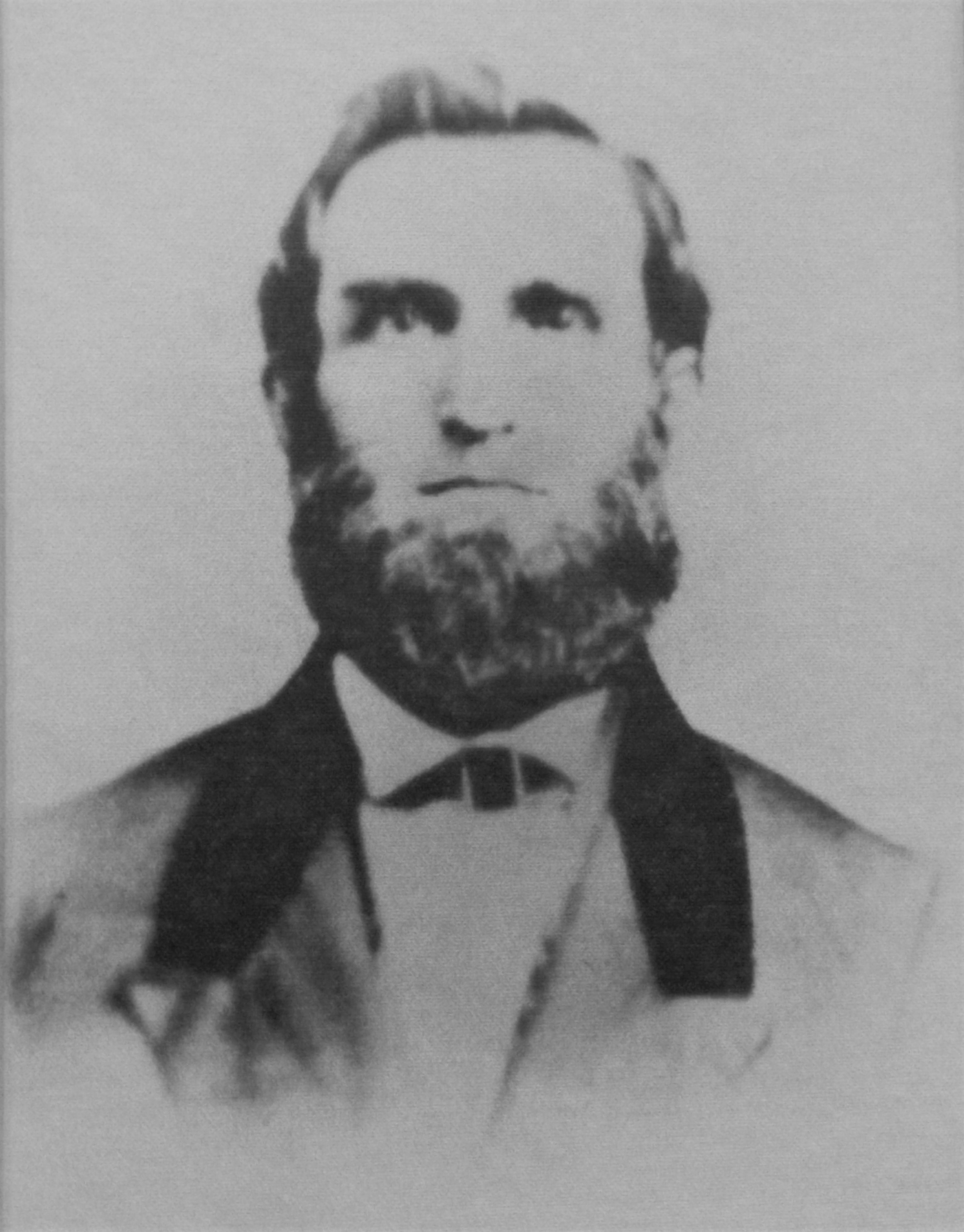
James Andrews

James J. Andrews (ur. ok. 1829 w Holiday's Cove, dziś Weirton w stanie Wirginia Zachodnia, zm. 7 czerwca 1862 w Atlancie) – amerykański awanturnik, szpieg i przemytnik, organizator i przywódca akcji znanej jako „rajd Andrewsa” w czasie wojny secesyjnej w Ameryce.
Przed wojną secesyjną trudnił się różnymi zajęciami, m.in. malowaniem domów. Po wybuchu wojny zajął się przemytem towarów poprzez linię frontu, m.in. chininy. Działał też jako szpieg po stronie konfederatów, na rzecz Unii. Był pomysłodawcą i organizatorem akcji uprowadzenia konfederackiej lokomotywy 12 kwietnia 1862 (rajd Andrewsa), zakończonej niepowodzeniem i ujęciem uczestników.
W chwili przeprowadzenia rajdu miał około 180 cm wzrostu, oczy szare, cerę białą, włosy ciemne i krótką brodę. W chwili śmierci był zaręczony z Elizabeth Layton z Flemingsburga w stanie Kentucky.
Skazany na śmierć przez powieszenie w mieście Chattanooga, zdołał uciec z więzienia Swims 2 czerwca 1862; schwytany następnego dnia został przewieziony do Atlanty i powieszony 7 czerwca około godz. 17.00. Szafot był tak niski, że nie zmarł natychmiast, w wyniku zerwania kręgów szyjnych, lecz dusił się dłuższy czas w męczarniach dotykając stopami ziemi. Pogrzebany po kaźni na miejscu wykonania wyroku w płytkim grobie, 16 października roku 1887 został ekshumowany i pochowany uroczyście na Cmentarzu Wojskowym w Chattanoodze.
Jako cywil nie został – w odróżnieniu od innych uczestników rajdu – odznaczony Medalem Honoru.